# Ames Lake
Ames Lake és una concentració de població designada pel cens dels Estats Units a l'estat de Washington. Segons el cens del 2000 tenia 1.435 habitants.

## Demografia
Segons el cens del 2000, Ames Lake tenia 1.435 habitants, 514 habitatges, i 418 famílies. La densitat de població era de 329,8 habitants per km².
Dels 514 habitatges en un 43% hi vivien nens de menys de 18 anys, en un 73% hi vivien parelles casades, en un 4,5% dones solteres, i en un 18,5% no eren unitats familiars. En el 12,3% dels habitatges hi vivien persones soles l'1% de les quals corresponia a persones de 65 anys o més que vivien soles. El nombre mitjà de persones vivint en cada habitatge era de 2,79 i el nombre mitjà de persones que vivien en cada família era de 3,06.
Per edats la població es repartia de la següent manera: un 28,5% tenia menys de 18 anys, un 5,4% entre 18 i 24, un 39,1% entre 25 i 44, un 23,4% de 45 a 60 i un 3,6% 65 anys o més.
L'edat mediana era de 36 anys. Per cada 100 dones de 18 o més anys hi havia 99,6 homes.
La renda mediana per habitatge era de 93.224 $ i la renda mediana per família de 96.679 $. Els homes tenien una renda mediana de 67.500 $ mentre que les dones 41.630 $. La renda per capita de la població era de 49.863 $. Cap de les famílies i el 3,3% de la població estaven per davall del llindar de pobresa.

## Poblacions properes
El següent diagrama mostra les poblacions més properes.